# Ustawa o wzmocnieniu bezpieczeństwa wewnętrznego i walce z terroryzmem w Republice Francuskiej

Mapa incydentów terrorystycznych we Francji w latach 1970–2015

Ustawa o wzmocnieniu bezpieczeństwa wewnętrznego i walce z terroryzmem w Republice Francuskiej – ustawa powstała w związku z tym, że jest to kraj Europy Zachodniej, który jest jednym z głównych celów dżihadystycznej przemocy. Wiąże się to z porażkami wojsk francuskich w Syrii, Iraku i Sahelu z Państwem Islamskim. Ponadto dodatkowym zagrożeniem jest obecność kilku tysięcy żołnierzy na terenach państw objętych wojną. W związku z tym uchwalono nową ustawę o wzmocnieniu bezpieczeństwa wewnętrznego i walce z terroryzmem (La loi renforçant la se curite inte rieure et l’action contre le terrorisme).
Dotychczasowe ustawy dotyczące zwalczania zagrożeń terrorystycznych oraz karania terrorystów:
- ustawa 2006-64 z 23 stycznia 2006 roku w sprawie walki z terroryzmem i zawierająca różne przepisy odnoszące się do bezpieczeństwa i kontroli granicznych;
- ustawa 2007-1160 z 1 sierpnia 2007 roku zezwalająca na ratyfikację traktatu między Republiką Francuską, Wielkim Księstwem Luksemburga, Królestwem Niderlandów, Królestwem Belgii, Republiką Federalną Niemiec, Królestwem Hiszpanii oraz Republiką Austrii w sprawie pogłębienia współpracy transgranicznej, w celu zwalczania terroryzmu, przestępczości transgranicznej i nielegalnej migracji;
- ustawa 2007-1474 z 17 października 2007 roku zezwalająca na ratyfikację Protokołu zmieniającego do Europejskiej konwencji o zwalczaniu terroryzmu;
- ustawa 2011-392 z 14 kwietnia 2011 roku dotycząca aresztu policyjnego;
- ustawa 2012-1432 z 21 grudnia 2012 roku o bezpieczeństwie i walce z terroryzmem;

Nowa ustawa przeciwdziałająca terroryzmowi we Francji
3 października 2017 roku Francja przyjęła nowe prawo antyterrorystyczne. W głosowaniu wzięło udział 561 osób: 415 było za, 127 przeciw, a 19 wstrzymało się od głosu. Główne założenia ustawy:
- wprowadzenie stref ochronnych (zabezpieczenie miejsc lub imprez masowych, potencjalnie narażonych na ataki terrorystyczne)
- możliwość zamknięcia wybranych stref kultu, jeśli niosą one ryzyko zamachów terrorystycznych
- indywidualny system nadzoru (minister ma prawo podjąć odpowiednie działania wobec osób podejrzanych o zamachy terrorystyczne)
- wprowadzenie możliwości przeszukań lokalu, miejsca organizacji czy firmy
- PNR Passenger Name Record – wykorzystywanie przez służby danych pasażerów linii lotniczych oraz tych, którzy podróżują drogą morską
- prowadzenie dochodzeń w sprawach radykalizacji
- nadzór komunikacji bezprzewodowej – możliwość użycia bezprzewodowych podsłuchów w sytuacji zagrożenia atakiem terrorystycznym
- wzmocnienie kontroli przygranicznych

Wpływ ustawy na zmiany francuskiego kodeksu karnego
Ustawa o wzmocnieniu bezpieczeństwa zniosła stan wyjątkowy obowiązujący od 13 listopada 2015 roku. Ponadto wprowadziła następujące sankcje:
- udział w ugrupowaniu terrorystycznym, a także finansowanie organizacji ataku terrorystycznego – kara 10 lat pozbawienia wolności oraz grzywna w wysokości 150 tys. euro
- bezpośrednie wywoływanie lub nakłanianie do działań terrorystycznych – kara 5 lat pozbawienia wolności oraz grzywna w wysokości 75 tys. euro (kara może zostać zwiększona do 7 lat pozbawienia wolności i grzywny w wysokości 100 tys. euro w sytuacji, gdy przestępstwo zostanie popełnione za pomocą komunikatora online)
- sam akt terroryzmu – 20 lat pozbawienia wolności oraz kara grzywny w wysokości 750 tys. euro
- nieuzasadnione przeglądanie stron internetowych nawołujących do aktów terroryzmu – kara 2 lat pozbawienia wolności oraz grzywna w wysokości 30 tys. euro
- kierownictwo grupą terrorystyczną – 30 lat pozbawienia wolności oraz kara grzywny w wysokości 500 tys. euro

Wpływ z sankcji finansowych zostaje przekazany na fundusz gwarancyjny dla ofiar aktów terroryzmu.